# Kokle

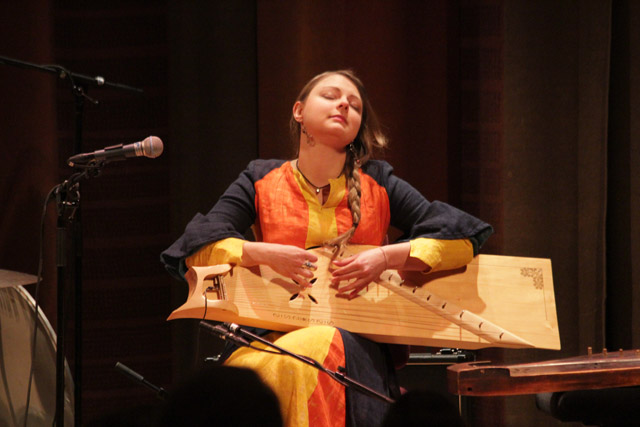
Laima Jansone spelar kokle

En kokles (lettiskt uttal: kååkles) är ett lettiskt stränginstrument. Liknar (och sägs ha samma ursprung) som litauiska  kankles, ryska gusli, estniska kannel och den finsk-karelska kantelen. Kokles är det enskilt viktigaste instrumentet inom den lettiska folkmusiktraditionen.

## Ursprung
Kokles nämns inte i skriftliga källor före 1500-talet. Det sägs enligt en av teorierna att de baltiska folkstammarna utvecklade kokles ur liknande instrument i cittrafamiljen som den östslaviska guslin eller den finsk-karelska kantelen. Enligt lettisk folktro så föreställer strängarna solen.

## Konstruktion
Kokles har en trapetsformad ofta ihålig kropp, med ett tunt lock på resonanslådan. Stämskruvar av trä befinner sig på den breda sidan av kokles, medan en liten metallstav på den smala sidan håller strängarna. Förr i tiden hade man strängar av djursenor, men idag så är det oftast metallstängar som används. Traditionellt hade man 6-9 strängar men dess antal ökade senare till 10.

## Spelsätt
Vanligtvis spelas kokles sittande (ofta ligger kokles på bordet). Precis som på guslin dämpar vänsterhanden de strängar som inte skall ljuda och högerhanden knäpper på en eller fler strängar för att spela melodin. Kokles stäms oftast i diatonisk skala, med en sträng som har funktionen av bordun d.v.s. en sträng som inte dämpas, och låter därför oavbrutet under spel.